# Anaxipha exagistos
Anaxipha exagistos är en insektsart som beskrevs av Otte, D. 2006. Anaxipha exagistos ingår i släktet Anaxipha och familjen syrsor. Inga underarter finns listade i Catalogue of Life.